# Christina Karnebeek-Backs
Christina "Chrissemeuje" Karnebeek-Backs (2 de outubro de 1849 – 7 de outubro de 1959) foi uma supercentenária holandesa. Ela foi a pessoa viva mais velha do mundo desde a morte de Rosalia Spoto em 20 de fevereiro de 1957 até sua morte em 7 de outubro de 1959. Ela foi a primeira mulher supercentenária da Holanda, e a última pessoa viva nascida na década de 1840.

## Biografia
Christina nasceu em Holterhoek, uma pequena aldeia na vizinhança de Eibergen, filha de Gerhardus Backs e Johanna Nijvolder. Christina se casou com Antonius Bernardus Karnebeek em 11 de novembro de 1897. Seu marido morreu em 1922.
No final de sua vida, ela tornou-se uma celebridade no seu país, já que nenhuma outra mulher holandesa tinha chegado aos 108, 109 e 110 anos. No momento da sua morte, nenhuma outra mulher na Holanda era mais velha que 107 anos. Em seu aniversário de 110 anos, a família e a imprensa foram convidadas a celebrar o marco com ela, mas ela já estava sofrendo de um resfriado e quase não falou uma palavra.
Christina morreu em 7 de outubro de 1959, cinco dias depois de seu aniversário de 110 anos.